# Battlestations: Pacific
『バトルステーション：パシフィック』（Battlestations: Pacific）は、アクションゲーム・シューティングゲーム・リアルタイムストラテジーの3ジャンルをひとつにまとめ、大東亜戦争の海戦と空戦を舞台とするバトルステーションズシリーズの第2作目。開発元はイギリスのゲーム会社アイドスの子会社、アイドス・ハンガリー。通称は公式、非公式問わず『バトルステーションズ2』、前作のように略して『バトステ2』、『BSP』あるいは副題の『パシフィック』等。
北米では2009年5月12日にWindows版・Xbox 360版を同時発売。日本語版はXbox 360版が2009年5月28日にスパイクから発売。日本語Windows版は現在発売は予定されていない。

## 概要
前作の概容も参照。

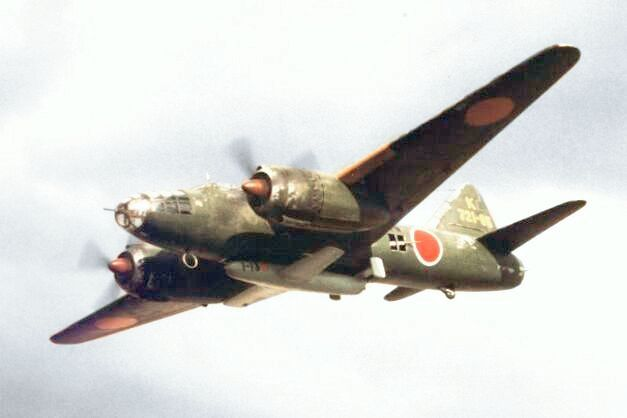
一式陸攻に搭載された桜花。トレイラー・ムービーにもほぼ同じ姿で登場している

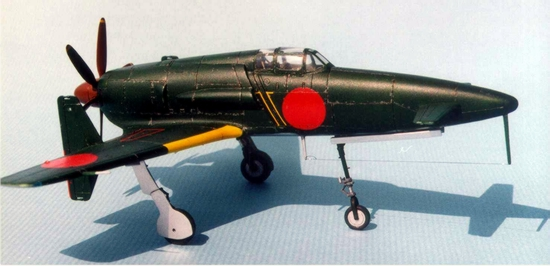
九州飛行機：震電　終戦まで制式化は間に合わなかった。

本作のキャンペーン・モード（いわゆるストーリー・モード）のステージ総数は約30と、前作の倍以上のボリュームとなった。前作でのキャンペーン・モードは米軍側からの視点のみであったのに対し（その代わり高難度のチャレンジ・モードは日本側ミッションが中心だった）、本作から日本軍視点のストーリーも用意されている。ミッドウェイ海戦から沖縄の戦いまでの大東亜戦争後半を題材としているため、桜花や回天のような特攻兵器が登場。さらには震電のような実戦に間に合わなかった未成機も登場する。
グラフィックス
前作では昨今のゲームとしてあまりにも控えめ、地味な印象があった波や砲撃、爆発などのエフェクトも美しく派手なものになっている。
前作では日本海軍の艦船の側面に、カタカナや（間違った）漢字で艦名が書かれており、今作でも最初の予告の時点では（間違ったまま）艦名が書かれていたが、最終的に削除された。ただ、兵器図鑑などにはそのまま残っている部分もある。
航空機ユニット操作時のコックピット視点が追加された。計器の配置及び、計器類が実際には動作していない等、多少ディフォルメはされているものの、コクピット内が3Dで機種別に再現されており、ゲーム中いつでも切り替える事が可能。風防（キャノピー）の枠が透けたりはしないため、当時の航空機の視界の良し悪しも味わえる。なお大型の機体ではコクピット視点は無く、同じ操作で銃座モードに移行する。
艦船、航空機ともに破損のアニメーションが強化され、撃破された時のバリエーションが大幅に増えている。航空機では翼がもぎ取れる、粉々に砕け散るなど。艦船では砲撃の衝撃で船が揺れる、魚雷を受けて船体が真っ二つに折れる、艦橋が瓦解する、甲板に大穴が空くなど。破損箇所は、艦船によって異なるが艦首や艦橋、煙突、甲板、舷側、艦尾など多岐にわたる。空母などは前後部の飛行甲板が、潜水艦は艦橋などが破損される。なかでも艦船の沈没後、その海域にしばらく小さな残骸が浮遊するようになったのは、ゲームとして珍しい表現といえる。また、短時間ではあるものの、油の漏れや火災が起きたりもする。
音声
前作Battlestations: Midwayでは日本軍側の音声が日本語となっていたが、公式フォーラムで英語圏のプレイヤーから「日本語音声では状況の把握が難しい（判断が遅れる）」という声が度々あったため、BSPでは開発途中で日本語音声から日本語訛りの英語に変更された。日本語版では日本語音声に差し替えられている（アメリカ軍側の英語音声はそのまま使用）。
音楽
和風の楽曲だった前作と同様、今回もリチャード・ジャックが作曲を担当する。ちなみに彼はこれまでにジェットセットラジオフューチャーやMass Effectの音楽を担当していた。
予告編
本作はハンガリー生まれのゲーム（洋ゲー）であるにもかかわらず、最初のトレイラーは日本語で制作されていた。特攻隊員の独白という形をとったこの予告編には後に英語字幕がついた。

## ゲーム･システム
3種類のジャンルを一つにしたということで少々複雑な印象を受ける本シリーズだが、基本的にリアルタイムストラテジーの要素を持つシューティングゲームである。ただし空中戦と海戦のテイストは大きく異なるので、それぞれの特徴とシステムを解説する。

### 航空戦について
航空機を操縦し、一般的なフライトゲームと似た操作感である。航空機は速度が速いため、ステージ開始後、最も早く交戦に入ることが多い。近作から戦闘機に装備できるロケット弾が加わり、対艦攻撃が容易になっている。また前作では殆どダメージにならなかった敵艦への体当たりに攻撃力が設定され、日本軍では体当たりを専門とする神風特攻隊が存在する。また、作戦中にも空母や味方の滑走路、港、一部の巡洋艦、戦艦、潜水艦から出撃させることができ、ほとんどのミッションに出現するため航空機はもっとも見かけやすいユニットとなるだろう。

### 艦艇の操作について
本シリーズでは海戦の花形として位置づけられており、操作する機会も多い。艦船の移動、攻撃全てを担当し、敵に対して有利な位置を取り、相手が潜水艦であれば爆雷を投下してそれに対処し、艦艇には砲撃と魚雷。航空機には機関銃と対空砲で応戦することとなる。また、航空機に無い要素として「艦艇の修理」がある。攻撃を受ければ船は損傷し、武装を破壊されれば攻撃ができなくなり、浸水が発生すれば速力に影響が出て最悪機関が停止。沈没に繋がる。プレイヤーは状況に応じて修理班を臨機応変に配備しなくてはならない。一部の艦艇は偵察機を発進できる。

### 潜水艦について
基本的に操作は通常の艦船と同じだが、潜水艦という性質上、よりストラテジックでスリリングな要素を持っている。装備する魚雷は高い攻撃力を持っており、数本命中させれば大型艦すら撃沈する事が可能だが(このゲームには浸水の概念があるため)、防御力が弱く、浮上した状態では小口径砲1発の被弾で潜行不能に陥りかねない。潜水中であっても水中スピードが遅く、爆雷で簡単に撃沈されてしまうため、特に駆逐艦や魚雷艇、対潜哨戒機などは天敵である。また、前作に続き『酸素』の概念があり、長時間の連続した潜水は不可能である。そのため潜水・浮上のタイミングを誤ると、敵艦隊のど真ん中や敵艦の目の前で強制浮上してしまい、無防備な姿をさらけ出す危険がある。潜水中は敵から発見されにくいが、駆逐艦にはソナーが装備されているため、ひとたび発見されてしまうと限界深度を超えて潜らないと追跡を振り切るのは難しく、限界深度では潜っているだけで船体にダメージが入ってしまう。潜水艦操作時は、接近・攻撃・離脱と、それぞれに慎重さと、敵の意表を衝く大胆さ、そして何よりも、自分の潜水艦の性能（速度・魚雷発射管数・酸素持続時間・酸素回復速度など）を知り尽くしていることが要求される。

### 揚陸戦について
本作で新たに加わった要素。大型輸送船から発進する小型の輸送艇、及び戦車揚陸艦などで、敵の司令部所在地に上陸し、占領することが可能になった。戦闘向けの艦艇ではないため打撃力や対空能力に圧倒的に欠けており、航空機にさえ大口径の機銃からはダメージを受ける。
輸送船は通常の艦艇と全く同じ扱いであるが、陸上部隊の操作はできないため、接岸直前から先は自動操作になる。輸送機からの空挺降下も揚陸作戦に含まれる。こちらは飛行機であるため移動速度に優れるが、軽装備の歩兵であるため、占領には時間がかかる。

### 僚機・僚機指示
このゲームでは航空機を発進した際一部例外をのぞいて3機づつで行動する。マップやコマンドメニューから攻撃を指示することができ、複数の攻撃部隊をフルに使うことができる。雷撃や爆撃の精度は高いがドッグファイトは無駄な回避機動を取ったり味方を射線から外す機動をしたり、艦隊への指示も精度がプレイヤーが操作するより精度が下がったりする。

## キャンペーン・モード
シナリオモードはそれぞれの陣営から同じ戦場を見るのではなく、両者とも独立したシナリオとして進行する。アメリカ側のキャンペーンはおおまかにではあるが、史実に沿ったシナリオになるのに対して、日本軍キャンペーンは『もし日本軍がミッドウェイ海戦に勝利していたらその先はどうなるか』というテーマで進行する。そのため上記の『震電』のような未完成の機体も戦場に投入されることとなる。

### 日本側キャンペーン （Japanese Campaign）
真珠湾攻撃
戦闘機部隊、艦攻、艦爆を使い滑走路、停泊中の艦艇を急襲する。チュートリアル的な側面が強く、敵の反撃は少ない。
Z艦隊の壊滅
いわゆるマレー沖海戦である。前作のチャレンジ･モード後半にも題材となった。一式陸上攻撃機と九六式陸上攻撃機でイギリスの戦艦の撃破を目指す。
スラバヤ沖海戦
敵の駆逐艦主力の大型攻撃部隊から輸送船と護衛の駆逐艦を守る。
祥鳳の救援
五藤存知少将率いる艦隊が珊瑚海を突破するため、プレイヤーは対空砲と艦載機を使って戦いに備える。
ポートモレスビー侵攻
梶岡定道少将率いる艦隊と共にモレスビー港を占領する。
USSホーネットの捜索
潜水艦を駆使して輸送船団を攻撃、空母を海域から探し出す。
ミッドウェイ侵攻
いわゆるミッドウェー海戦であるが、このゲームでは史実と違い日本軍が勝利するため、このミッションを境にifの歴史に突入する。操縦可能な空母が登場する。
ガダルカナル防衛
九七式飛行艇や魚雷艇、陸軍の戦闘機や一式陸上攻撃機等を駆使してガダルカナル島をアメリカ軍の巡洋艦を旗艦とした上陸部隊から防衛する。
ソロモンの遭遇戦
高雄型重巡洋艦高雄を駆ってソロモン諸島を偵察する。
シドニー湾攻撃
甲標的を駆ってシドニー湾に潜入しオーストラリア海軍の給兵艦を撃沈する。
フィジー包囲
ドイツ海軍との接触
伊五二がハラルト・ランゲ艦長のU-530と接触し、電探逆探知装置や特殊暗号装置、橘花の設計図を交換する任務なのだが、史実では失敗に終わったため夢があるミッションである。なお伊四百でプレイし、チェックポイントからリスタートするとセーブデータが破損するバグがある様なので注意。
ハワイへの道
ハワイ侵攻

### アメリカ側キャンペーン （American Campaign）
第二次ソロモン海戦
サボ島沖海戦
南太平洋海戦　
ヘンダーソン飛行場防衛　
ガダルカナル島・第一次攻撃　
ガダルカナル島・第二次攻撃
タラワ侵攻
マリアナ沖海戦
レイテ島の神風
レイテ沖海戦　
パトロール任務
インドシナ空爆
硫黄島上陸
沖縄戦

## マルチプレイ
前作は隔離サーバーにより国外のユーザーとの対戦ができなかったが、本作では最大8人でのグローバル・ゲームが可能である。前作同様、マルチプレイ特有のステージがあるという。

### ゲームモード
- Escort Mode(護衛戦闘)
- Siege Mode(包囲戦)
- Duel Mode(単独戦闘)
- Competitive Mode(競争)
- Island Capture Mode(島争奪戦)

## 登場兵器

### 艦艇
- アメリカ軍

| BB （戦艦） | CV （航空母艦）        | CVE （護衛空母） | CA （重巡洋艦）          | CL （軽巡洋艦）          | DD （駆逐艦）               | SS （潜水艦）    | PT （魚雷艇）       | LCP （上陸艇） |
| --- | ---------------------- | ---------------- | ------------------------ | ------------------------ | --------------------------- | ---------------- | ------------------- | -------------- |
| モンタナ級戦艦 | ヨークタウン級航空母艦 | ボーグ級航空母艦 | ノーザンプトン級重巡洋艦 | アトランタ級軽巡洋艦     | フレッチャー級駆逐艦        | ナーワル級潜水艦 | エルコ80 フィート型 | ヒギンズボート |
| アイオワ級戦艦 | レキシントン級航空母艦 |                  | ヨーク級重巡洋艦         | クリーブランド級軽巡洋艦 | アレン・M・サムナー級駆逐艦 | ガトー級潜水艦   |                     |                |
| サウスダコタ級戦艦 | ハーミーズ             |                  | アラスカ級大型巡洋艦     | デ・ロイテル             | クレムソン級駆逐艦          |                  |                     |                |
| ニューヨーク級戦艦 |                        |                  |                          |                          |                             |                  |                     |                |
| キング・ジョージ5世級戦艦 |                        |                  |                          |                          |                             |                  |                     |                |
| レナウン級巡洋戦艦 |                        |                  |                          |                          |                             |                  |                     |                |
| ネバダ級戦艦 |                        |                  |                          |                          |                             |                  |                     |                |
| テネシー級戦艦 |                        |                  |                          |                          |                             |                  |                     |                |
| ※モンタナ級戦艦とアラスカ級大型巡洋艦は、DLC「Mustang Unit Pack」専用ユニット。但し、ネバダ級戦艦とテネシー級戦艦の操作は出来ない。 |                        |                  |                          |                          |                             |                  |                     |                |

- 日本軍

| BB （戦艦）                                                                                           | CV （航空母艦） | CA （重巡洋艦） | CL （軽巡洋艦）  | DD （駆逐艦） | SS （潜水艦）  | PT （魚雷艇） | LCP （上陸艇） | 特攻兵器 |
| --- | --------------- | --------------- | ---------------- | ------------- | -------------- | ------------- | -------------- | -------- |
| 金剛型戦艦                                                                                            | 赤城            | 最上型重巡洋艦  | 球磨型軽巡洋艦   | 峯風型駆逐艦  | 伊十五型潜水艦 | 魚雷艇        | 大発動艇       | 回天     |
| 扶桑型戦艦                                                                                            | 加賀            | 高雄型重巡洋艦  | 阿賀野型軽巡洋艦 | 吹雪型駆逐艦  | 伊四百型潜水艦 |               |                | 震洋     |
| 大和型戦艦                                                                                            | 蒼龍            | 利根型重巡洋艦  | 球磨型雷撃巡洋艦 | 秋月型駆逐艦  | 甲標的         |               |                |          |
| 超大和型戦艦                                                                                          | 飛龍            |                 |                  | 島風型駆逐艦  |                |               |                |          |
| | 祥鳳            |                 |                  |               |                |               |                |          |
| ※超大和型戦艦と球磨型雷撃巡洋艦は、DLC「Mustang Unit Pack」専用ユニット。但し、震洋の操作は出来ない。 |                 |                 |                  |               |                |               |                |          |

### 航空機
- アメリカ軍

| 戦闘機                                                     | 急降下爆撃機      | 雷撃機               | 爆撃機                      | 輸送機              | その他                  |
| ---------------------------------------------------------- | ----------------- | -------------------- | --------------------------- | ------------------- | ----------------------- |
| P-38 ライトニング                                          | SBD ドーントレス  | TBD デヴァステイター | B-17 フライングフォートレス | C-47 スカイトレイン | OS2U キングフィッシャー |
| P-40 ウォーホーク                                          | SB2C ヘルダイバー | TBF アヴェンジャー   | B-25 ミッチェル             |                     | PBY カタリナ            |
| P-51 マスタング                                            |                   | TBM アヴェンジャー   | B-29 スーパーフォートレス   |                     |                         |
| P-80 シューティングスター                                  |                   | ソードフィッシュ     |                             |                     |                         |
| F2A バッファロー                                           |                   |                      |                             |                     |                         |
| F4F ワイルドキャット                                       |                   |                      |                             |                     |                         |
| F6F ヘルキャット                                           |                   |                      |                             |                     |                         |
| F4U コルセア                                               |                   |                      |                             |                     |                         |
| ハリケーン                                                 |                   |                      |                             |                     |                         |
| ※P-51 マスタングは、DLC「Mustang Unit Pack」専用ユニット。 |                   |                      |                             |                     |                         |

- 日本軍

| 戦闘機                                          | 急降下爆撃機     | 雷撃機           | 爆撃機           | 輸送機     | 特攻機 | その他         |
| ----------------------------------------------- | ---------------- | ---------------- | ---------------- | ---------- | ------ | -------------- |
| 一式戦闘機 隼                                   | 九九式艦上爆撃機 | 九七式艦上攻撃機 | 九六式陸上攻撃機 | 零式輸送機 | 桜花   | 零式水上偵察機 |
| 零式艦上戦闘機                                  | 艦上爆撃機 彗星  | 艦上攻撃機 天山  | 一式陸上攻撃機   |            |        | 零式水上観測機 |
| 月光                                            | 橘花             |                  | 深山             |            |        | 晴嵐           |
| 雷電                                            |                  |                  |                  |            |        | 九七式飛行艇   |
| 震電                                            |                  |                  |                  |            |        | 二式大型飛行艇 |
| ※深山は、DLC「Mustang Unit Pack」専用ユニット。 |                  |                  |                  |            |        |                |

## ダウンロードコンテンツ
「Volcano Map Pack」
- MAP1「火山」 - 島争奪戦、競争、単独戦闘に使用可能なマップ
- MAP2「狭き門」 - 護衛戦闘、包囲戦、単独戦闘に使用可能なマップ

「Carrier Battles Map Pack」
- MAP1「ミッドウェイ諸島」
- MAP2「フィリピン諸島」
- MAP3「レイテ諸島」
- MAP4「アリューシャン諸島」

「Mustang Unit Pack」
球磨級雷撃巡洋艦、超大和級戦艦、中島G5N深山、アラスカ級、モンタナ級、P-51マスタング

## そのほか
- トレイラー冒頭に出る "Japan has undertaken..."　はフランクリン・ルーズベルトの名言からの抜粋である。フランクリン・ルーズベルトのパールハーバー・スピーチ を参照。